# Нойхаус-ан-дер-Донау (замок)
Нойхаус-ан-дер-Донау (нем. Schloss Neuhaus an der Donau) — средневековый замковый комплекс, расположенный около деревни Унтермюль, в ярмарочной коммуне Санкт-Мартин-им-Мюлькрайс, в федеральной земле Верхняя Австрия, Австрия. Также вcтречаются названия Крепость Нойхаус (нем. Feste Neuhaus) или Замок Нойхаус (нем. Schloss Neuhaus im Mühlviertel). Комплекс находится в частной собственности и до сих пор используется как жилая резиденция. По своему типу относится к замкам на вершине.

## Расположение
Замок находится на высокой скалистой вершине рядом с местом слияния рек Гроссе-Мюль и Дунай, между излучиной Шлёгенер-Шлинге и рыночным городом Ашах-ан-дер-Донау. С древнейших времён здесь проходили важные торговые пути. Соответственно, контроль за этим местом играл важное стратегическое значение.

## История

### Ранний период

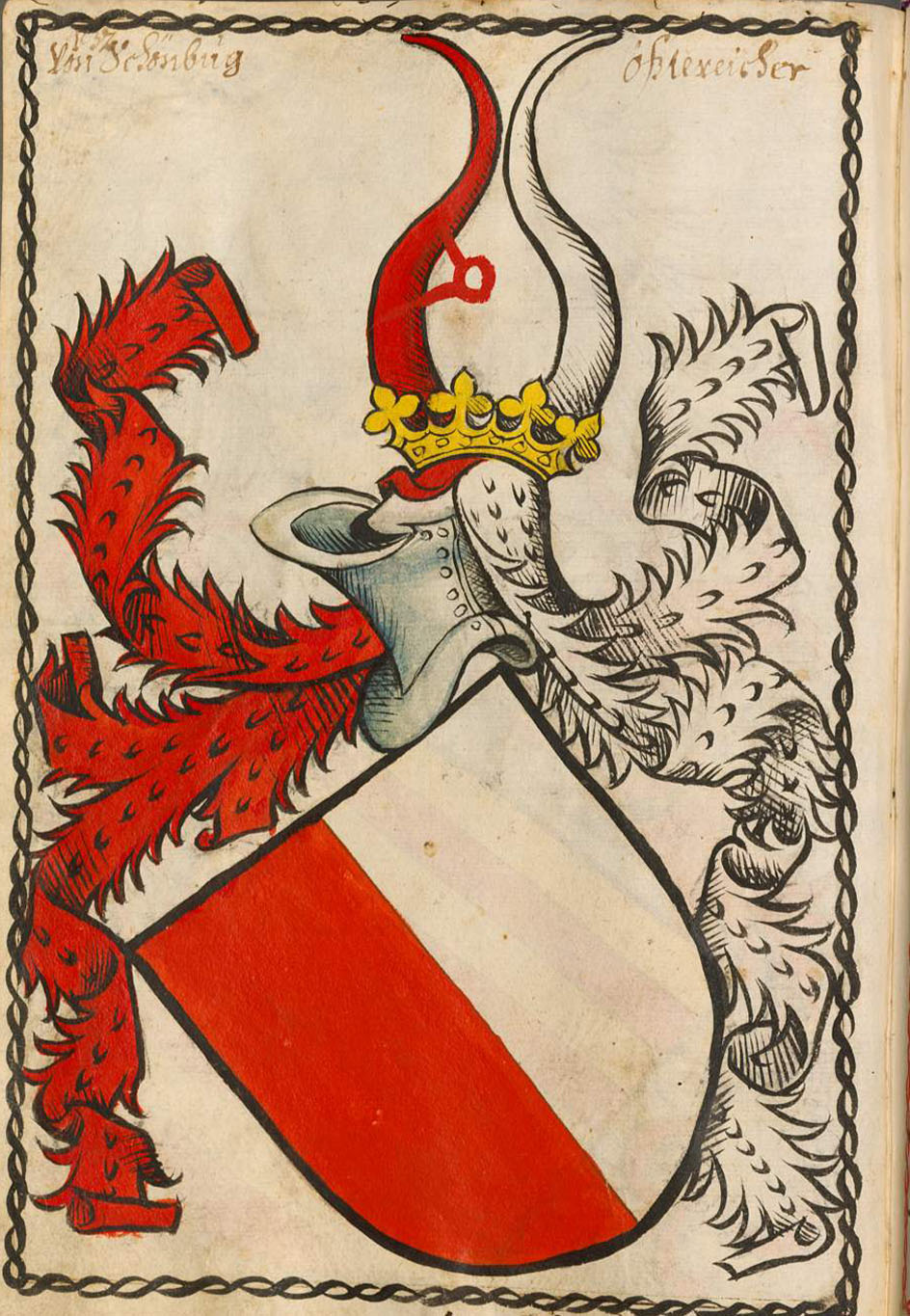
Герб рода фон Шаунберг

Историки расходятся во мнениях о точном времени основания замка. По одним сведения он был построен в XII веке, а по другим (что более вероятно) — начало возведения крепости датируется XIII веком. В XII веке, вероятно, здесь существовала только укреплённая усадьба, которая принадлежала епископам Пассау. Предводители епископства использовали имение в качестве Охотничьего замка. В частности, в окрестностях  устраивалась соколиная охота. Названия двух расположенных рядом поселений, Фалькенберг и Фалькенбах (Соколиная Гора и Соколиный Ручей), которые разделяет ручей Фалькенбах, также напоминают об этом развлечении высшей знати.
Самая старая часть замка находится в северо-восточной части современного комплекса. Она простирается до того места, где сегодня можно видеть крыло с часовой башней. В XIV веке замок был серьёзно перестроен и расширен. Именно тогда возвели шильдмауэр (щитовой стену) и мощную каменную башню, с которой был виден Дунай от Ашаха почти до излучины реки у Экслау. Ближе к берегу возвели сторожевую трёхэтажную квадратную башню с основанием 8х8 метров. Она имела высоту 10 метров и использовалась не только как оборонительное сооружение, но и как таможня. Башня позволяла надёжно контролировать передвижение любых кораблей и лодок по Дунаю. 
В эту эпоху замок находился под управлением графов фон Шаунберг. Этой семье была поручена защита дунайского судоходства. Одновременно фон Шаунберги получили различные привилегии. Ни один корабль не мог пройти мимо замка Нойхаус-ан-дер-Донау, не заплатив пошлину. Всё это позволило роду превратиться в очень влиятельных представителей аристократии региона. Появились планы о превращении своих владений в полностью независимое государство.
Во второй половине XIV века возвысившиеся графы фон Шаунберг вступили в конфликт с австрийским герцогом Альбрехтом III. Война получила название Шаунбергской распри. Замок Нойхаус-ан-дер-Донау стал ключевой крепостью мятежных феодалов. Войска герцога не раз подступали к замку. Осады повторялись в 1381, 1386 и 1389 годах. И каждый раз владельцы крепости успешно оборонялись в своей неприступной твердыне. Однако, несмотря на свои продолжительные военные успехи, в конце концов фон Шаунберги потерпели поражение в этом конфликте. Они в итоге признали власть герцога Альбрехта III как своего сюзерена и принесли ему клятву верности. Графам было запрещено брать пошлины с проплывающих по Дунаю кораблей.

### Эпоха Ренессанса

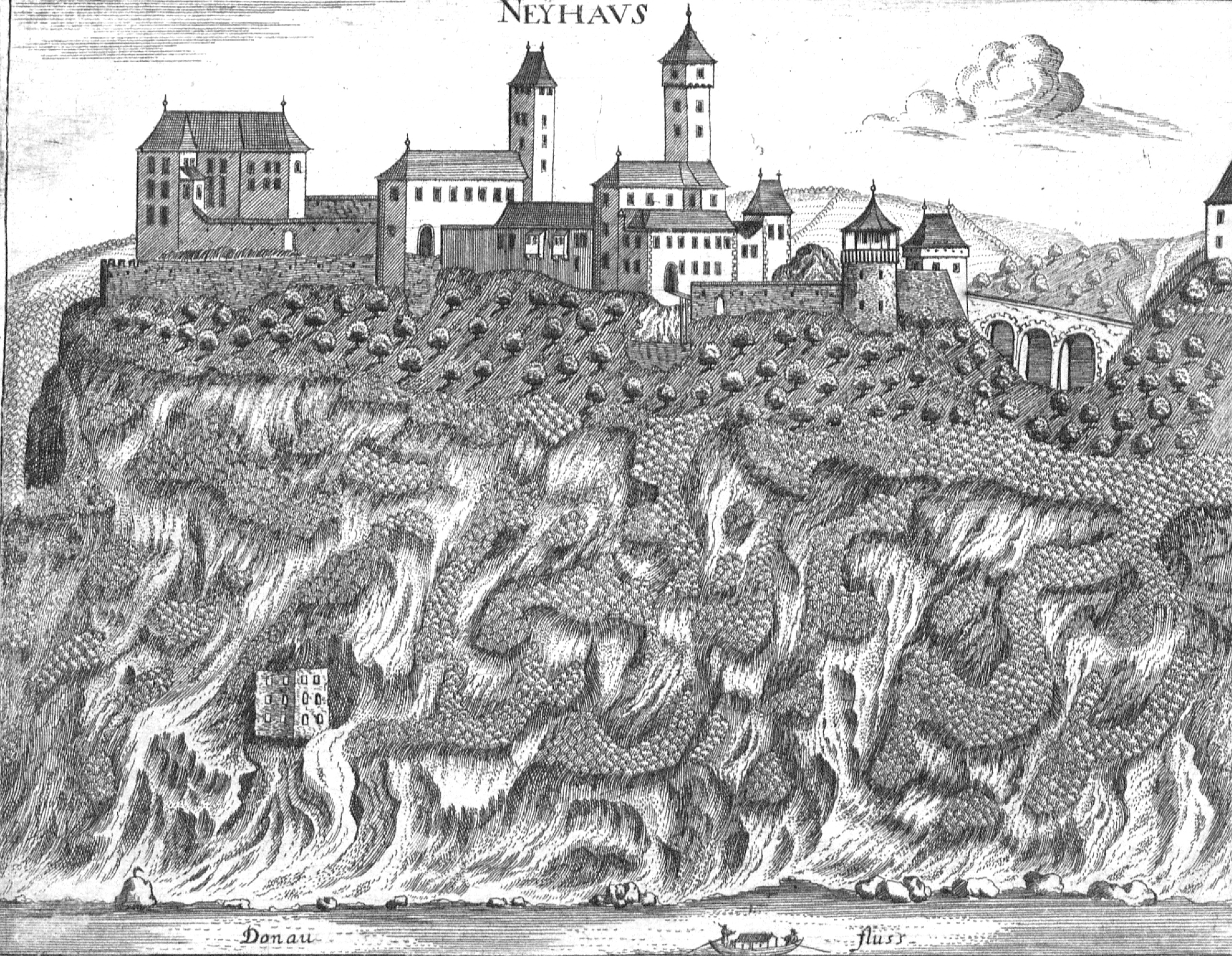
Замок на гравюре Фишер, Георг Маттеус, 1674 год

В 1481 году Баварско-Ландсхутский герцог Георг Богатый организовал неожиданное нападение на замок. Гарнизон оказался не готов к атаке. Граф Вольфганг фон Шаунберг был захвачен в плен. Герцог присоединил захваченный замок и окружающую местность к своим владениям. Однако герцог скончался в 1503 году, не оставив наследников мужского пола. Вскоре началась Война за ландсхутское наследство. По её итогам император Священной Римской империи Максимилиан I, среди прочего, потребовал передать ему Нойхаус-ан-дер-Донау в качестве военных репараций. Так комплекс стал собственностью императорской семьи.

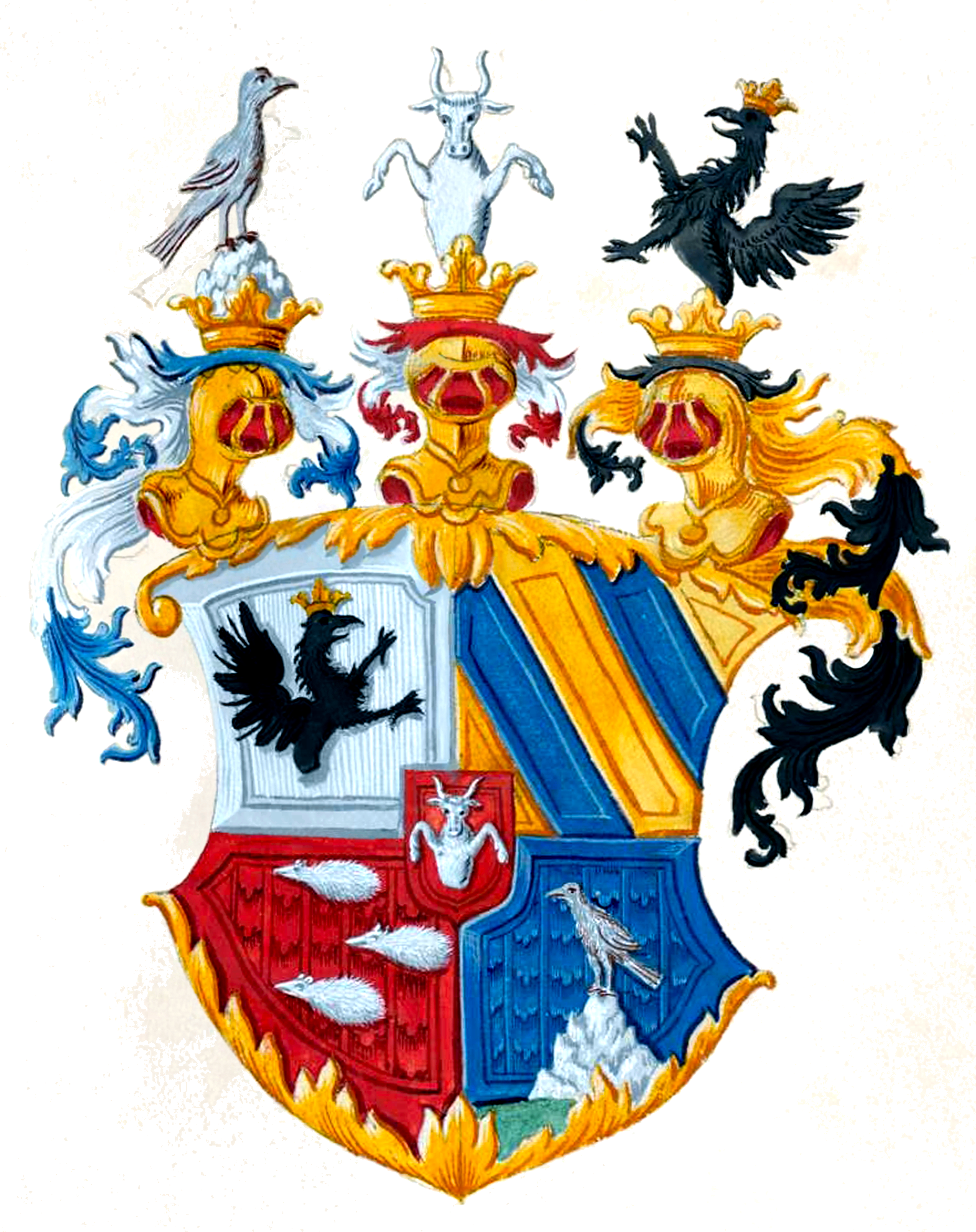
Герб рода Шпринценштайн (дворянский род)

Впоследствии замок несколько раз использовался в качестве залога, когда правители Австрии, остро нуждаясь в деньгах, брали в долг крупные суммы. Итогом этих операций стала смена собственника. С 1537 года комплекс перешёл под контроль богатой семьи фон Шпринценштайн. В 1565 году представители рода получили замок от императора в качестве феода, а в 1591 году — в полную собственность. В эту эпоху во время набегов армии Османской империи комплекс не раз служил местом, где окрестные крестьяне могли переждать опасность.
На протяжении XVI века комплекс был в очередной раз серьёзно перестроен. К нему добавился форбург (внешний двор), а старый замок был укреплён и вместо неприступной крепости стал играть роль жилой резиденции. В частности, шильдмауэр с внутренней стороны стал несущей стеной крупного жилого здания. Ещё один корпус возвели вдоль кольцевой стены со стороны Дуная. Таким образом, началось формирование респектабельного сооружения дворцового типа.
В 1626 году в Австрии разразилась Крестьянская война. Отряды восставших окружили замок. После короткой осады они пошли на решительный штурм. В результате Нойхаус-ан-дер-Донау был захвачен и разграблен. Причём тогдашний владелец крепости, граф Иоганн Флориан фон Шпринценштайн, был взят в заложники до уплаты выкупа и брошен в темницу собственного замка.

### XVIII-XIX века

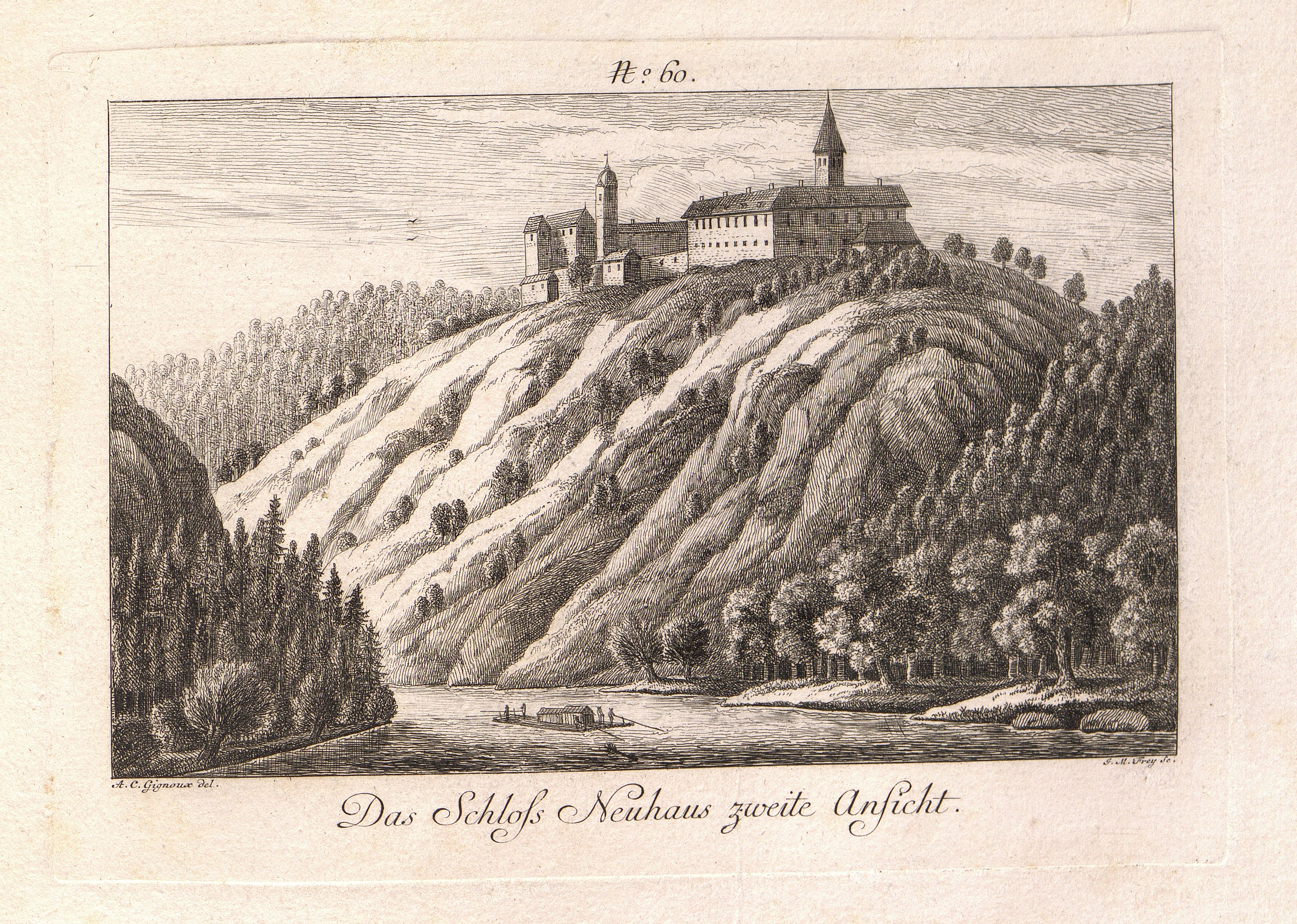
Замок на рисунке 1782 года

В 1729 году замок через брак в качестве приданого перешёл к графам Турн-и-Таксис. Новые собственники затеяли очередную реконструкцию комплекса. По их приказу все фортификационные сооружения на юге и востоке оказались снесены. Прежние узкие бойницы сменялись широкими окнами. В итоге внешне Нойхаус-ан-дер-Донау вместо суровой крепости стал выглядеть как настоящий дворец.
В 1868 году замок купил Эдуард Планк фон Планкенбург. Он провёл реставрацию комплекса. 

### XX века
Нойхаус-ан-дер-Донау благополучно пережил события Первой мировой войны и распад Австро-Венгерской империи. Крах монархии, упразднение привилегий аристократии, создание республики и изгнание Габсбургов не отразились на праве собственности бывших австрийских дворян.
В 1920 году комплекс перешёл к нынешним владельцам, семье фон Плаппарт (фон Леенхер). Причём смена собственника снова произошла через брак (замок опять стал приданым невесты).
Во время Второй мировой войны замок вновь не пострадал. Бомбардировки и артобстрелы миновали эут часть Австрии. 
В 2007 году собственники провели ремонт некоторых частей замка. Но некоторые сооружения замка обветшали и давно заброшены.

## Современное использование
В настоящее время замок остаётся в собственности семьи Плаппарт. Представители рода используют Нойхаус-ан-дер-Дрнау как жилую загородную резиденцию. Посещение комплекса затруднительно. 

## Описание замка
Нойхаус-ан-дер-Донау представляет собой сильно вытянутый с юго-востока на северо-запал комплекс. Остатки внешних стен и зданий образуют длинный прямоугольный внешний двор. По общей длине (300 метров) — это одно из самых крупных фортификаицонных сооружений Австрии.
Единственный вход расположен в юго-восточной части. В прежние времена попасть внутрь можно было только через подъёмный мост. Главные ворота защищала высокая каменная башня (бергфрид) с конической крышей. Общая высота башни составляет около 40 метров. В нижней части её массивные стены имеют толщину в четыре метра. 
Ещё одна башня расположена со стороны Дуная. В её верхней части встроены часы, которые можно видеть с проплывающих кораблей.

## Галерея

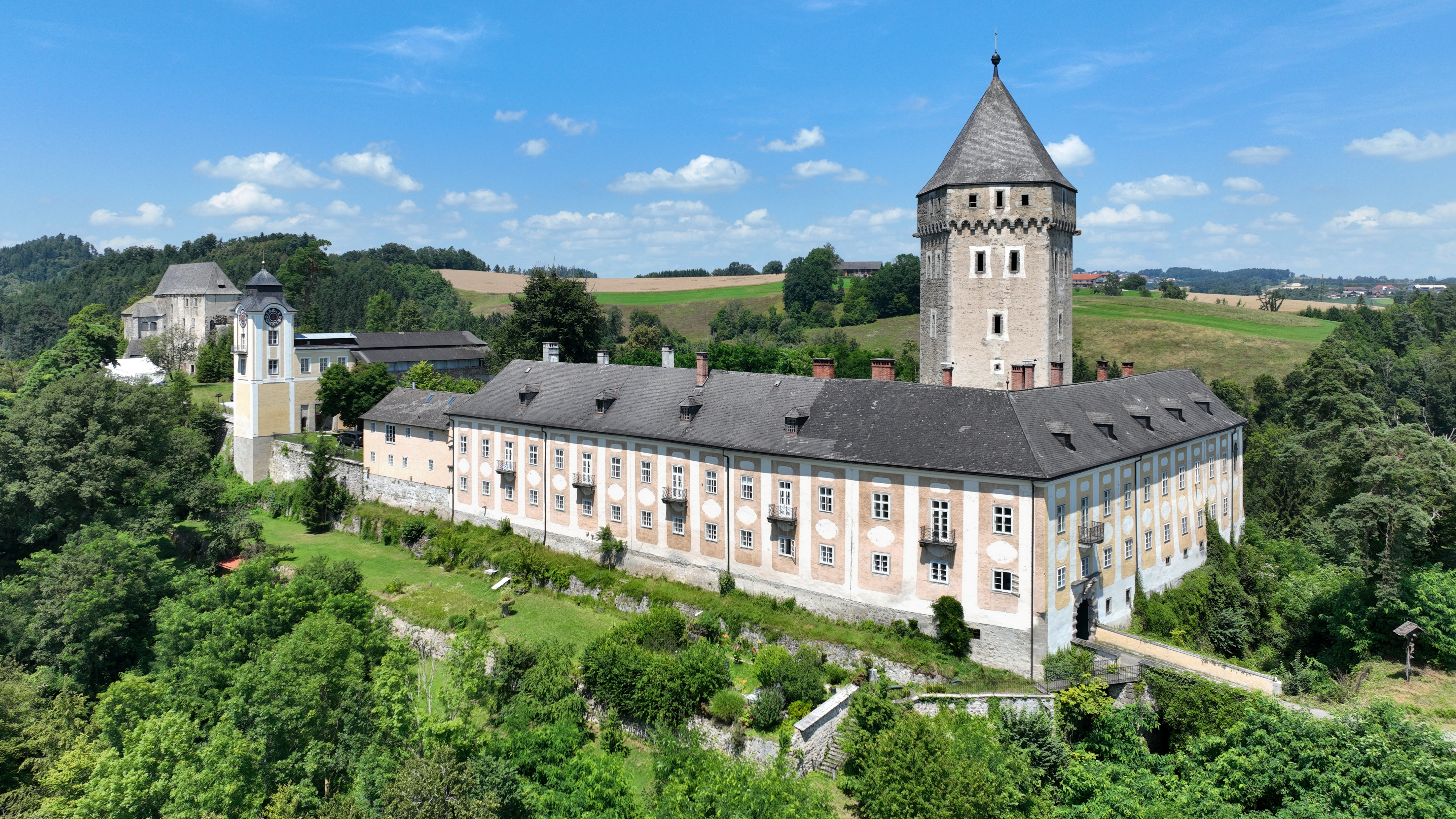
Вид замка с южной стороны
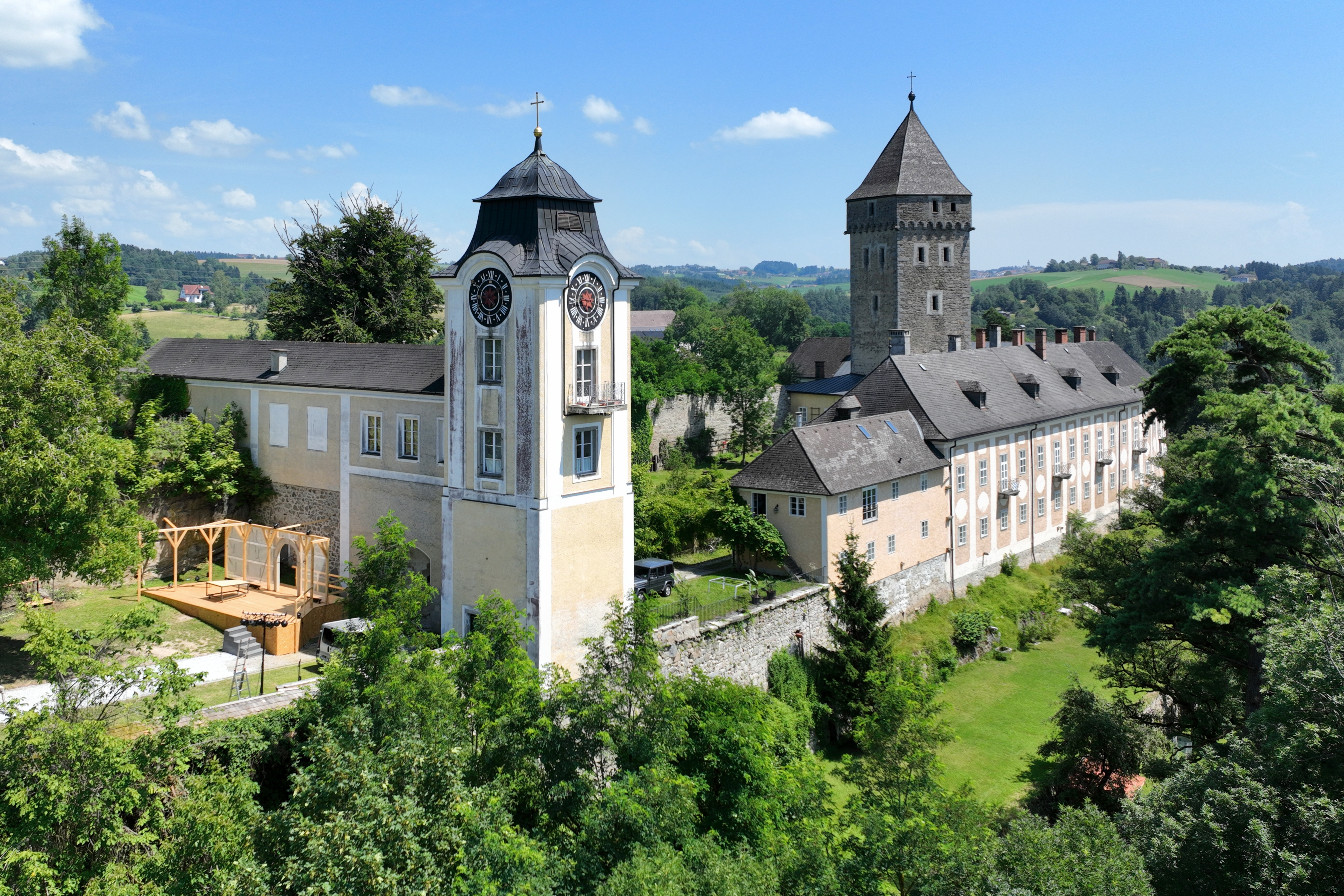
Часовая башня
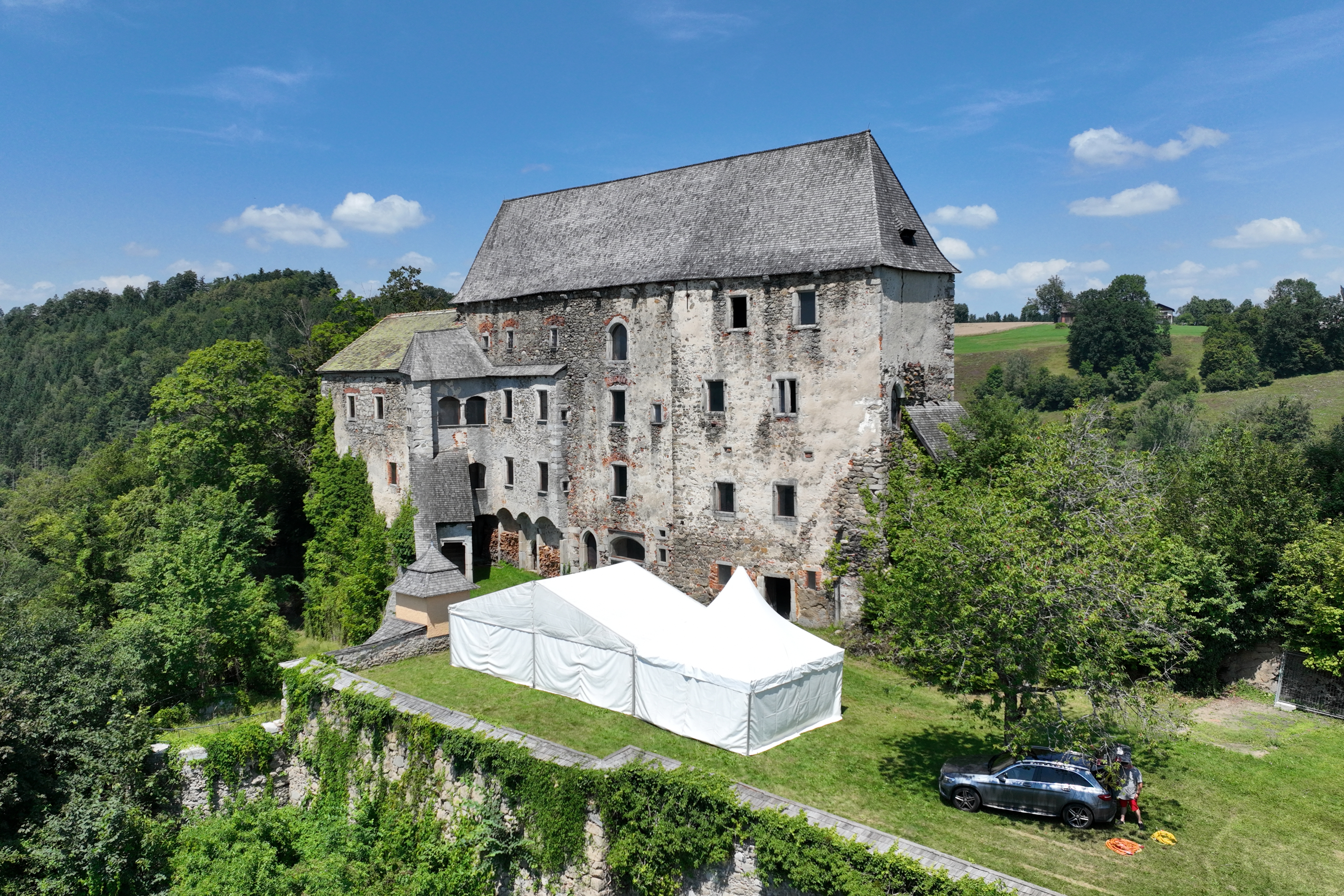
Старая часть замка
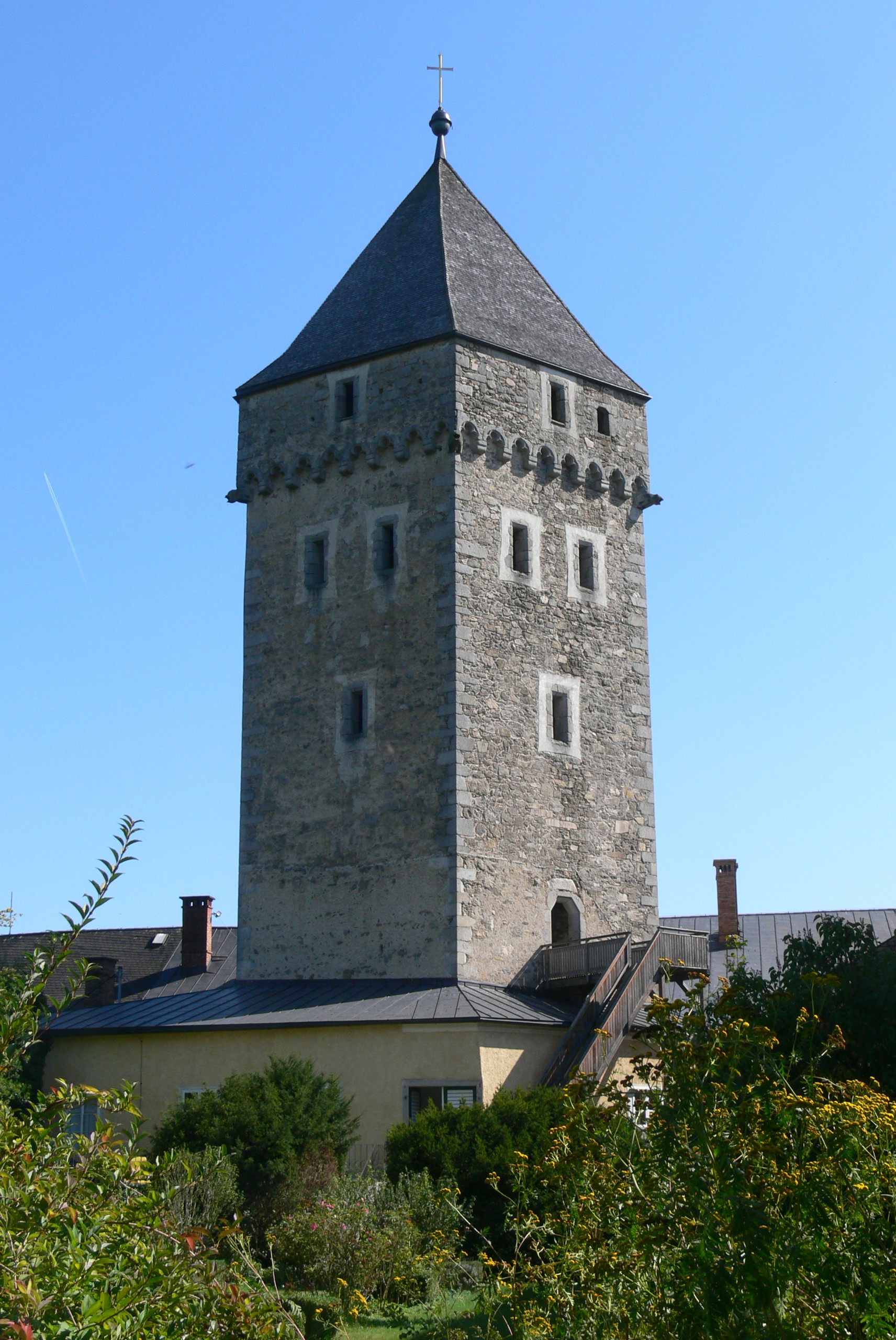
Бергфрид замка
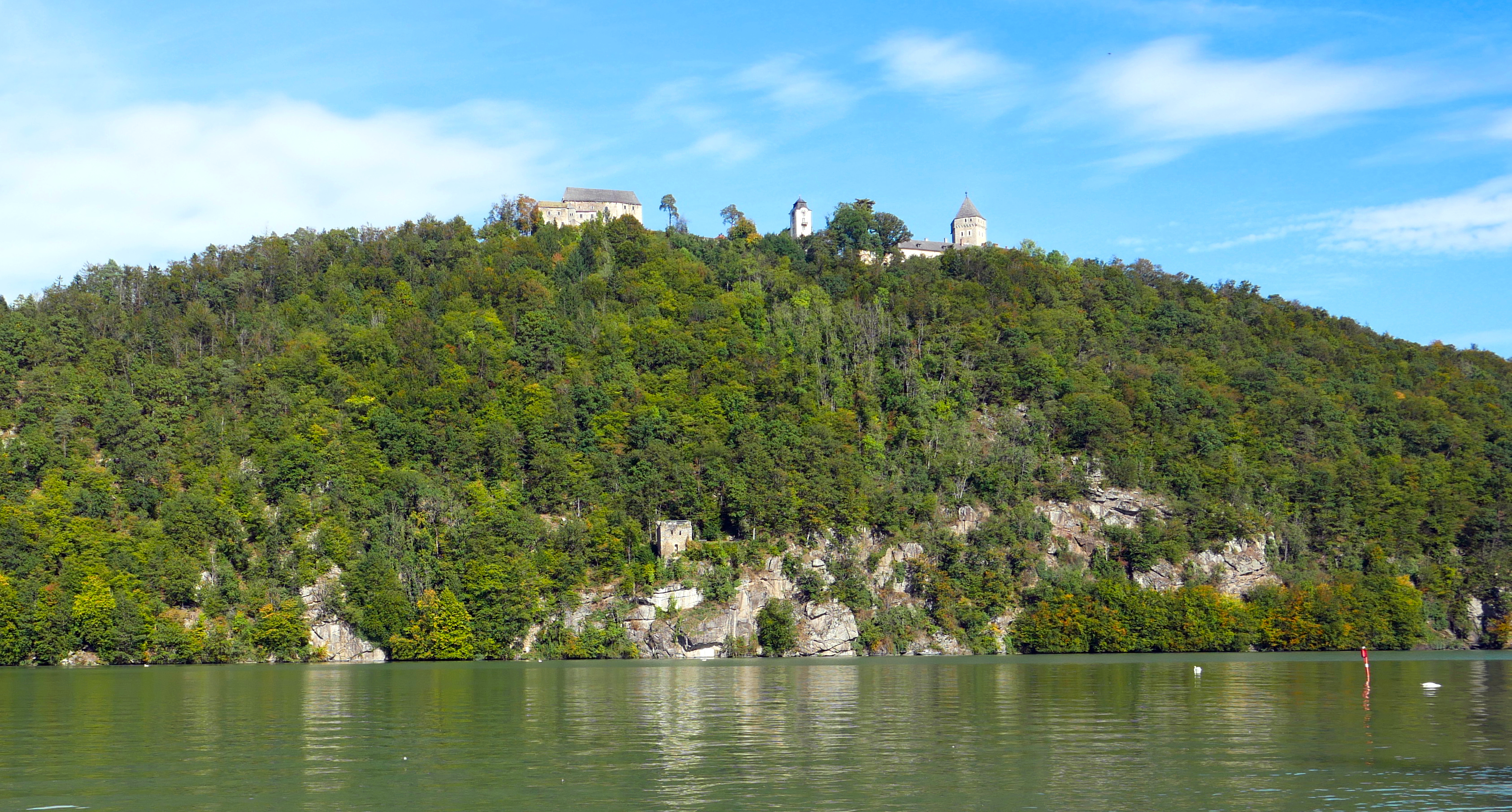
Вид замка со стороны Дуная

## Примечения
1. 1 2 3 4  Grabherr, 1976.
2. 1 2 3 4  Hille, 1992.